# کازوما تاکای
کازوما تاکای (انگلیسی: Kazuma Takai؛ زادهٔ ۵ اوت ۱۹۹۴) بازیکن فوتبال اهل ژاپن است.